# Пси умиру сами
Пси умиру сами је српски филм из 2019. године. Дебитантски је дугометражни филм редитеља и сценаристе Николе Петровића. Главне улоге тумаче: дебитанти Срђан Петровић и Мина Обрадовић, Драган Вујић Вујке, коме је ово прва главна филмска улога и Драгиња Милеуснић.
Филм је мешавина драме, мистерије и трилера. Сниман је у Београду и на падинама Таре.
Премијеру је имао у оквиру српског такмичарског програма 47. ФЕСТ-а.

## Радња
Виктор је бивши програмер, који напушта хаотични живот престонице и враћа се у породичну кућу на Тари. Друштво му прави његов најбољи пријатељ, пас Арес. Непланирано, Виктор у своју кућу прима Милицу, која је привремено дошла да истражује еколошке проблеме Таре. Милица је дистанцирана и тајновита, али изгледа да се труди да не ремети Викторову изолацију и мир. Виктор затим сазнаје да је шеф фирме за коју је годинама радио убијен. Инспектор Горан Мирковић покушава да реши ово убиство као последњи случај у својој каријери, који постаје његов најтежи и највећи изазов, и лични и пословни.

## Улоге
| Глумац             | Улога          |
| ------------------ | -------------- |
| Срђан Петровић     | Виктор         |
| Драгиња Милеуснић  | Милица         |
| Драган Вујић       | Горан Мирковић |
| Мина Обрадовић     | Лана Мирковић  |
| Милош Тимотијевић  | Бранко         |
| Срђан Тодоровић    | Сале           |
| Андреј Шепетковски | Бели           |
| Јован Јелисавчић   | Милош          |
| Никола Шурбановић  | Марко          |